# Tetramethyllood
Tetramethyllood of TML is een zeer toxische organische verbinding met als brutoformule C4H12Pb. Het is een kleurloze vloeistof met een kenmerkende geur, die onoplosbaar is in water. Chemisch gezien bestaat de molecule uit een loodatoom waaraan door een covalente binding 4 methylgroepen zijn gebonden. De C–Pb-binding is 222 pm lang.

## Toxicologie en veiligheid
Tetramethyllood kan bij verwarming boven 90 °C ontploffen. De stof ontleedt bij verbranding, met vorming van giftige en brandbare dampen, waaronder lood, lood(II)oxide, lood(IV)oxide en koolstofmonoxide. Ze reageert hevig met sterk oxiderende stoffen, salpeterzuur en sterke zuren. Ze tast ook rubber aan.
De stof kan effecten hebben op het centraal zenuwstelsel, met als gevolg degeneratie van de hersenen. Blootstelling aan tetramethyllood kan de dood tot gevolg hebben, mede omdat deze loodverbinding zeer toxisch is. De effecten kunnen (soms) met vertraging optreden.